# Deanna Lund
Deanna Lund (30 de mayo de 1937 - 22 de junio de 2018) fue una actriz estadounidense que trabajó en cine y televisión, es conocida por su interpretación como Valerie Ames Scott en la serie de televisión Land of the Giants, que fue creada por Irwin Allen.

## Primeros años
Lund era hija del abogado Arthur Lund, quien durante un momento sirvió en la legislatura de Illinois. La familia se mudó a Daytona Beach, Florida cuando ella tenía 8 años. Lund abandonó Rollins College, donde estudiaba teatro, para poder casarse. Antes de convertirse en actriz, asistió a una escuela de modelos y trabajó como secretaria. Después, empezó a aparecer en comerciales de televisión y se convirtió en climatóloga en una estación de televisión.

## Carrera
Los inicios en la carrera de Lund incluyeron sus apariciones en películas cómicas sobre espías en la década de 1960 como Dr. Goldfoot and the Bikini Machine (1965) y Dimension 5 (1966), la película de terror Sting of Death (1965), Out of Sight (1966), y la película de género wéstern Johnny Tiger (1966). Lund interpretó a una estríper lesbiana en la película protagonizada por Frank Sinatra Tony Rome, pero Lund estaba tan avergonzada por su interpretación haciendo que eliminen su nombre en los créditos de la película. Sin embargo, su actuación fue recibida favorablemente y ganó un papel protagónico en la serie de televisión Land of the Giants de Irwin Allen.: 237 Mientras hacía espera para que comenzará la filmación, a Lund se le ofreció que interpretará el papel de la amiga de Rosemary, Terry Gionoffrio, en Rosemary's Baby, pero tuvo que rechazar el papel, a pesar de la garantías de Roman Polanski, Irwin Allen creía que Lund no llegaría a tiempo.: 238 
Valerie in Giantland, una novela escrita por Lund, estaba basada en Land of the Giants, y estaba ambientada 10 años antes; la novela estaba escrita por el punto de vista del personaje que interpretaba Lund, Valerie Ames. En 1976, apareció en la película dramática General Hospital, interpretando a Peggy Lowell, la secretaria y amante de Cameron Faulkner, quién fue interpretado por el esposo de Lund, Don Matheson. Sus otras apariciones incluyen Hardly Working (1980), protagonizada por Jerry Lewis, Stick (1985) protagonizada por Burt Reynolds, y películas de terror como Elves (1989), Witch Story (1989), y la película cómica Transylvania Twist (1989).

## Vida personal
Lund abandonó la universidad para poder casarse con su novio de la escuela secundaria, Wilbur Owen Upson. La pareja tuvo dos hijos y se divorciaron cuatro años después. Después de que Land of the Giants se cancelará, se casó con Don Matheson, el matrimonio terminó en divorcio en la década de 1970. Su hija, Michele Matheson, también es actriz. Lund fue alumna de Rollins College en Winter Park, Florida.
En 1995, empezó a tener una relación amorosa con Larry King, y la pareja se había comprometido cinco semanas después de haberse conocido. Sin embargo, la relación terminó antes de que pudieran casarse.
Lund murió el 22 de junio de 2018 en su casa en Century City, California debido a un cáncer de páncreas, a los 81 años.

## Filmografía
| Año  | Título                              | Papel                                       | Notas                                                |
| ---- | ----------------------------------- | ------------------------------------------- | ---------------------------------------------------- |
| 1965 | Once Upon a Coffee House            | Corrine                                     |                                                      |
| 1965 | Run for Your Wife                   | Desconocida                                 | Sin acreditar                                        |
| 1965 | Dr. Goldfoot and the Bikini Machine | Robot                                       |                                                      |
| 1966 | The Oscar                           | Chica en bikini                             | Sin acreditar                                        |
| 1966 | Johnny Tiger                        | Louise                                      |                                                      |
| 1966 | Paradise, Hawaiian Style            | Doctora                                     | Sin acreditar                                        |
| 1966 | Out of Sight                        | Tuff Bod                                    |                                                      |
| 1966 | Spinout                             | Chica bella pelirroja                       | Sin acreditar                                        |
| 1966 | Sting of Death                      | Jessica, chica con pelo de color rubio miel |                                                      |
| 1966 | Dimension 5                         | Señora dulce                                |                                                      |
| 1966 | The Swinger                         | Modelo                                      | Sin acreditar                                        |
| 1967 | Batman                              | Anna Gram                                   | Segunda temporada, episodios 45 y 46                 |
| 1967 | Tony Rome                           | Georgia McKay                               | Sin acreditar                                        |
| 1968 | Panic in the City                   | Blonde                                      |                                                      |
| 1975 | Hustle                              | Desconocida                                 | Sin acreditar                                        |
| 1978 | The Incredible Hulk                 | Terri Ann                                   | Temporada 1, episodio 3: Of Guilt, Models and Murder |
| 1980 | Hardly Working                      | Millie                                      |                                                      |
| 1985 | Stick                               | Diane                                       |                                                      |
| 1987 | If We Knew Then                     | Desconocida                                 |                                                      |
| 1987 | Hammerhead                          | Dee-Dee                                     |                                                      |
| 1989 | Streghe                             | Helena                                      |                                                      |
| 1989 | Elves                               | Madre de Kirsten                            |                                                      |
| 1989 | Transylvania Twist                  | Maestra                                     |                                                      |
| 1989 | Girl Talk                           | Dana                                        |                                                      |
| 1990 | The Girl I Want                     | Sra. Andrews                                |                                                      |
| 1992 | Roots of Evil                       | Marissa                                     |                                                      |
| 2001 | Extreme Honor                       | Martha Brascoe                              |                                                      |
| 2015 | Boned                               | Faye                                        |                                                      |